# Dario Caviezel
Dario Caviezel (Coira, 12 de julio de 1995) es un deportista suizo que compite en snowboard. Ganó dos medallas en el Campeonato Mundial de Snowboard de 2023, plata en eslalon gigante paralelo y bronce en eslalon paralelo mixto.

## Medallero internacional
| Campeonato Mundial | Campeonato Mundial  | Campeonato Mundial | Campeonato Mundial       |
| Año                | Lugar               | Medalla            | Prueba                   |
| ------------------ | ------------------- | ------------------ | ------------------------ |
| 2023               | Bakuriani (Georgia) | Medalla de plata   | Eslalon gigante paralelo |
| 2023               | Bakuriani (Georgia) | Medalla de bronce  | Eslalon paralelo mixto   |